# Bourmont-entre-Meuse-et-Mouzon
Bourmont-entre-Meuse-et-Mouzon é uma comuna francesa na região administrativa do Grande Leste, no departamento do Alto Marna. Estende-se por uma área de 42.55 km², e possui 792 habitantes, segundo o censo de 2018, com uma densidade de 19 hab/km².
Foi criada, em 1 de junho de 2016, a partir da fusão das antigas comunas de Bourmont e Nijon. Em 1 de janeiro de 2019, a antiga comuna de Goncourt foi posteriormente incorporada.